# Fédération française de hockey
Ne doit pas être confondu avec Fédération française de hockey sur glace.
Pour les articles homonymes, voir FFH.
 (août 2019).
Si vous disposez d'ouvrages ou d'articles de référence ou si vous connaissez des sites web de qualité traitant du thème abordé ici, merci de compléter l'article en donnant les références utiles à sa vérifiabilité et en les liant à la section « Notes et références ».

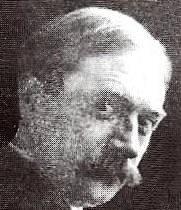
Le docteur Marc Bellin du Côteau, Président de la Fédération de 1932 à 1938.

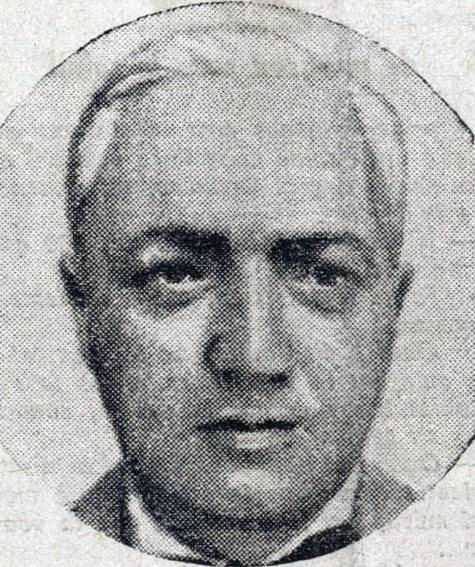
Pierre Leroy, Président de la Fédération de 1939 à 1953 (ici en 1941).

La Fédération française de hockey (FFH) est l'instance nationale gérant le hockey sur gazon et le hockey en salle en France depuis le 13 novembre 1920 en prenant la suite de l'USFSA, fédération omnisports, qui prenait notamment en charge le hockey sur gazon depuis 1899.

## Historique
Le 13 novembre 1920, la Fédération française de hockey prend la suite de l'USFSA, fédération omnisports qui prenait notamment en charge le hockey sur gazon depuis 1899 en France.
La Fédération française de hockey est l'une des sept nations fondatrices de la Fédération internationale de hockey sur gazon créée le 7 janvier 1924.
L'équipe de France féminine a participé à quatre coupes du monde : en 1972 à Mandelieu (7e), 1976 à Berlin (6e), à Madrid en ?, en 1981 à Buenos Aires (9e).
L'équipe de France masculine a participé aux Jeux Olympiques de Londres de 1908, d'Anvers 1920, d'Amsterdam 1928, de Berlin 1936, de Londres 1948, d'Helsinki 1952, de Rome 1960, de Mexico 1968 et de Munich 1972. Elle a également participé à trois Coupes du monde, obtenant ses meilleurs classements en 1971, à Barcelone (7e) et en 1990 à Lahore (7e).

## Présidents
- 1920-1926 : Paul Leautey[2] (également premier président de la FIH de 1924 à 1926)
- 1926-1932 : Frantz Reichel (président de la FIH de 1925 à 1932)
- 1932-1938 : Dr Marc Bellin du Côteau (président de la FIH de 1932 à 1936)
- 1939-1953 : Pierre Leroy
- 1954-1960 : Albert Lepetre
- 1961-1964 : Alain Danet
- 1965-1972 : Florent Marang
- 1973-1980 : Alain Danet (également président de la Fédération européenne de 1974 à 2003)
- 1981-1994 : Pierre Belmer
- 1994-1996 : Georges Corbel
- 1997-2001 : Georges Causse
- 2002-2013 : Yves Renaud
- 2013 - 2019 : Olivier Moreau
- 2020-2021 : Laurent Brachet (intérim)
- 2021-2024 : Isabelle Jouin
- depuis 2024 : Henri-Claude Lambert

## Organisation
La FFHockey, qui couvre la pratique en extérieur et en salle, regroupe, en 2015-16, 185 clubs, pour 16 764 licences et 34 914 pratiquants (28 % de joueuses). Treize ligues régionales et 33 comités départementaux prennent en charge le suivi local. Elle organise notamment le championnat de France de hockey sur gazon et le championnat de France de hockey sur gazon féminin.

## Statuts
Conformément à ses statuts, la Fédération française de hockey doit, dans le respect des principes de fair-play et de non- violence, réglementer, diriger, encourager, développer, organiser et promouvoir la pratique du Hockey en France (métropole, départements et territoires d’Outre-Mer). Elle veille également au respect de la Charte de Déontologie du sport établie par le Comité National Olympique et Sportif Français.
La Fédération française de hockey fonde son action sur le rassemblement de l'ensemble des associations qui pratiquent en leur sein le Hockey dans le respect de principes tels que « entraide et prospérité mutuelle ».
La Fédération définit des orientations et délègue une partie de ses activités aux organes déconcentrés que sont les Ligues et les Comités départementaux.
Fédération à vocation sportive, la FFH se donne pour mission de promouvoir les valeurs éducatives attachées à la pratique de ses disciplines et recherche avant tout, pour ses membres, à développer les principes de citoyenneté et la formation individuelle.
Pour cela, elle attache une importance primordiale aux valeurs d'exemple que la progression dans la pratique apporte à tout pratiquant.
Elle promeut les valeurs qui fondent son identité fédérale : Fair-Play, Convivialité, Rigueur, Respect, Tolérance, Ouverture.
Les membres de la Fédération s'engagent à respecter les règles édictées par la fédération, le Ministère de la Jeunesse et des Sports, le Comité National Olympique et Sportif français et le Comité International Olympique et à les faire respecter par leurs adhérents.

## Arbitres français internationaux notables

### Équipes masculines
A. Renaud a participé aux Jeux olympiques en 1976, 1984, 1988, 1992, et 1996 (faisant encore partie de la délégation officielle de la Fédération internationale aux JO de 2000, 2004 et 2008), et L. Gillet en 1976, 1980, 1984, et 1988.

### Équipes féminines
Jacqueline Coutou a été juge et arbitre de coupes d’Europe, coupes du monde, et aux JO en 1976, 1980, 1984, 1988, 1992, et 1996.